# Zegama
Zegama – gmina w Hiszpanii, w prowincji Guipúzcoa, w Kraju Basków, o powierzchni 35,07 km². W 2011 roku gmina liczyła 1553 mieszkańców.